# Lolong

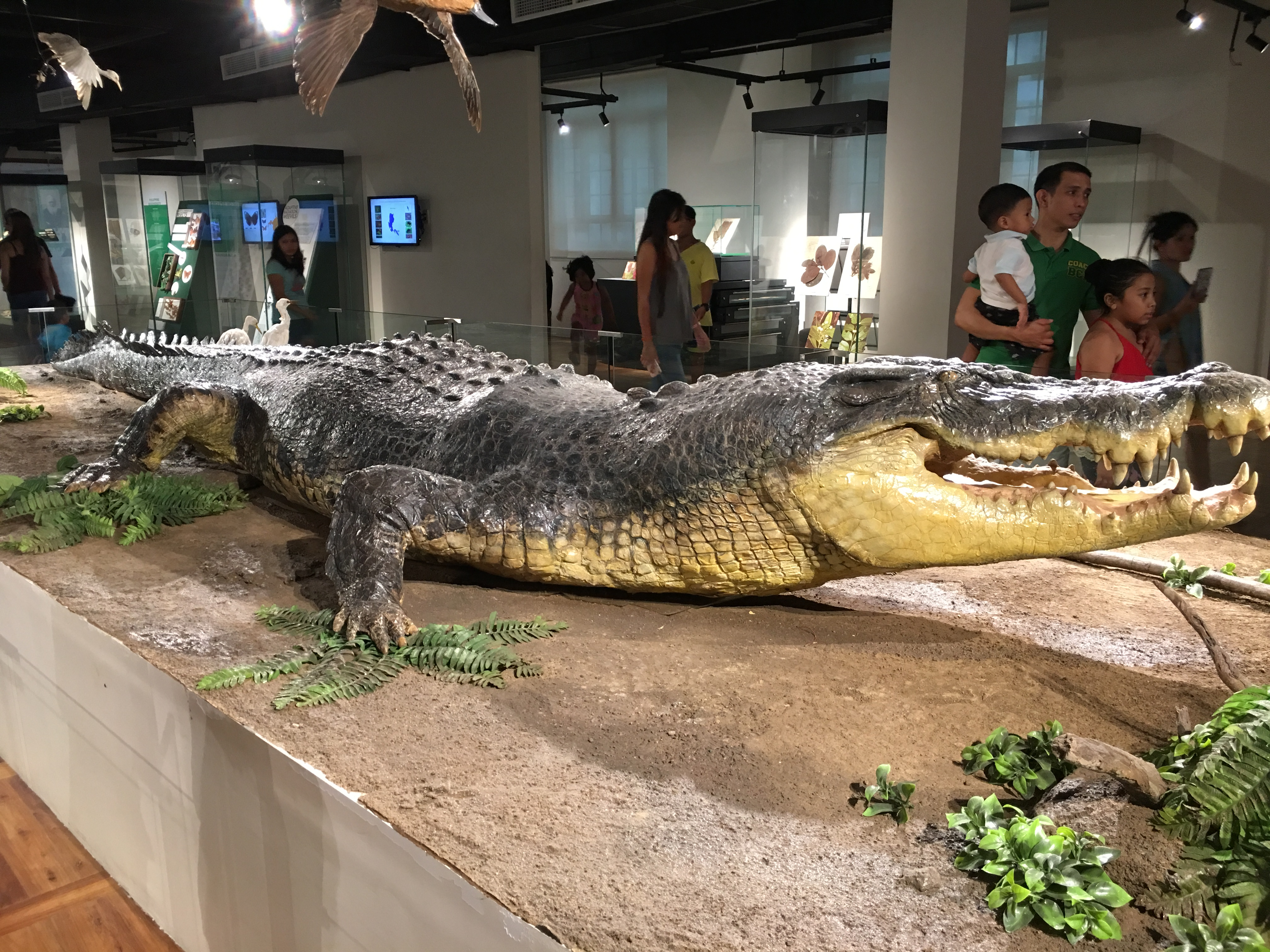
Lolongs ausgestopfte Haut

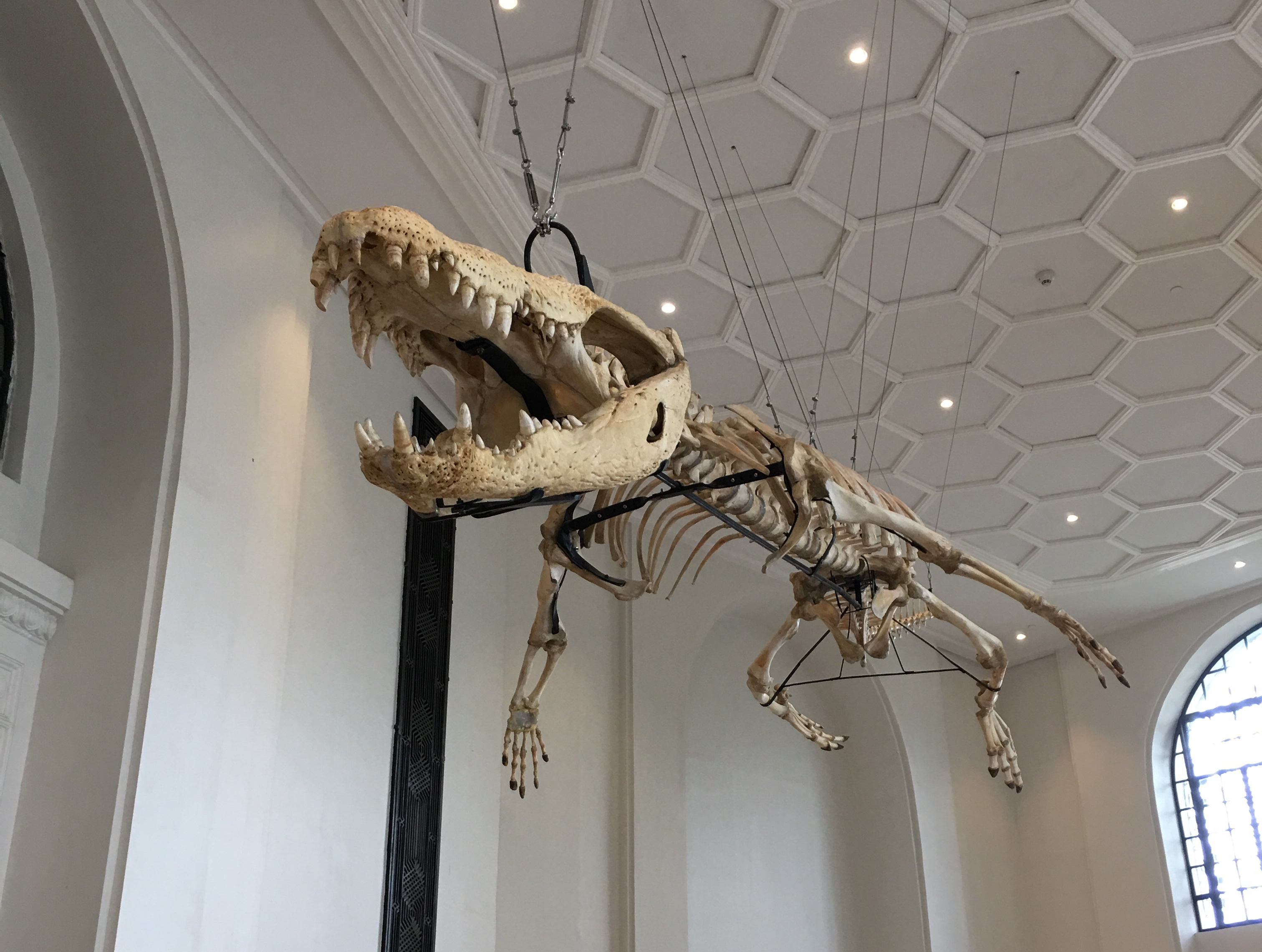
Longlongs Skelett

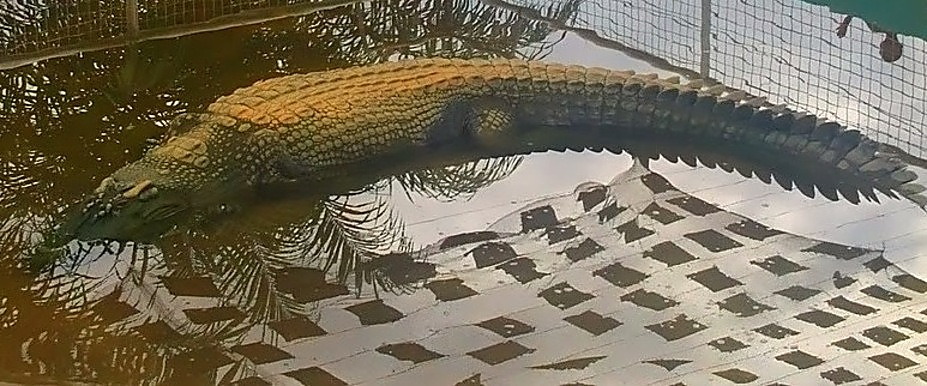
Lolong im Gehege

Lolong († 10. Februar 2013) war ein philippinisches Leistenkrokodil. Mit einer Länge von 6,17 Metern und einem Gewicht von 1.075 Kilogramm gilt es als das bisher größte Krokodil seiner Art, was auch vom Guinness-Buch der Rekorde bestätigt wurde. Lolong wurde etwa 50 Jahre alt.
Den Namen Lolong erhielt es von seinem Jäger Ernesto „Lolong“ Goloran Cañete, der es im September 2011 zwar verfolgte, jedoch während der Jagd an einem Herzinfarkt starb. Das Krokodil wurde in einem Bach in Bunawan in der Provinz Agusan del Sur vom Bürgermeister und den philippinischen Krokodiljägern Ronny Simona entdeckt und mit Krokodiljägern und Anwohnern gefangen. Es wurde seither im Bunawan Ecopark and Wildlife Reservation Center in Barangay Consuelo gehalten. Am 10. Februar 2013 wurde Lolong tot in seinem Gehege aufgefunden.
Die Überreste Lolongs wurden präpariert und werden seitdem im Nationalen Museum der Philippinen ausgestellt.